# Otto IV de Schaumbourg
Pour les articles homonymes, voir Otto.
Otto IV de Schaumbourg (né en 1517 – mort à Bückeburg le 21 décembre 1576) noble allemand qui est comte de Schaumbourg et de Holstein-Pinneberg de à 1531 à 1576 il est également postulant comme Prince-évêque d'Hildelsheim de 1531 à 1537/1576.

## Biographie

### Origine et jeunesse
Otto IV est le fils ainé de Jobst Ier de Schaumbourg et de son épouse Marie, une fille de Jean V de Nassau-Dillenbourg. Il reçoit une éducation spirituelle à l'Université de Louvain et dès son enfance il est nommé chanoine de Hildesheim et de Cologne. Le 28 juillet 1531 sur recommandation de l'Empereur Charles Quint il postule bien qu'il n'ai pas été ordonné prêtre au titre de Prince-évêque de Hildesheim. En 1532, les citoyens de la ville tentent établir la réforme protestante à Hildesheim en faisant appel à des prédicateurs luthériens. Cette rébellion est arrêtée et la cité demeure fidèle à la foi catholique.

### Règne
Otto IV et ses frères cadets succèdent conjointement à leur père en 1531 mais en 1533 ils décident de partager leur patrimoine : Otto IV  reçoit Schaumbourg ; Adolphe XIII reçoit Pinneberg ; Jean V obtient Bückeburg et Jobst II Gehmen. Otto IV renonce en 1537 à postuler à sa charge ecclésiastique et devient un soldat au service de l'armée impériale. Il conserve toutefois son bénéfice dans le chapitre de Chanoines de la cathédrale de Hildesheim jusqu'à ce qu'il y renonce définitivement en 1541 en faveur de son jeune frère Antoine, lorsqu'il décide de s'unir à Marie, la fille aînée du duc Barnim IX de Poméranie. Tandis que son frère Adolphe XIII tente de consolider le budget de leurs États, Otto IV prend du service en 1544 auprès de Joachim II Hector de Brandebourg dans la campagne contre les ottomans en Hongrie. 
Depuis 1541 il règne sur son domaine et il adopte les idées de Martin Luther sous l'influence de son épouse Marie de Poméranie (morte le 19 février 1554), fille de Barnim IX de Poméranie, mais par respect pour ses frères ainés les archévêques de Cologne successifs  Adolphe XIII (1547–1556) et Antoine Ier (1557-1558), il interdit toute propagande dans ses domaines. En 1559 après la mort de ses frères et son second mariage avec Elisabeth Ursule de Brunswick-Lunebourg il officialise l'adoption de la Réforme protestante à Schaumbourg et dans Holstein-Pinneberg comme promis dans son contrat de mariage. Il prend la tête de la Réforme sur la base de la constitution de l'Église du Mecklembourg  de 1552 et en 1561 le nouveau culte triomphe dans le Schaumburg et dans Holstein Pinneberg.

## Unions et Postérité

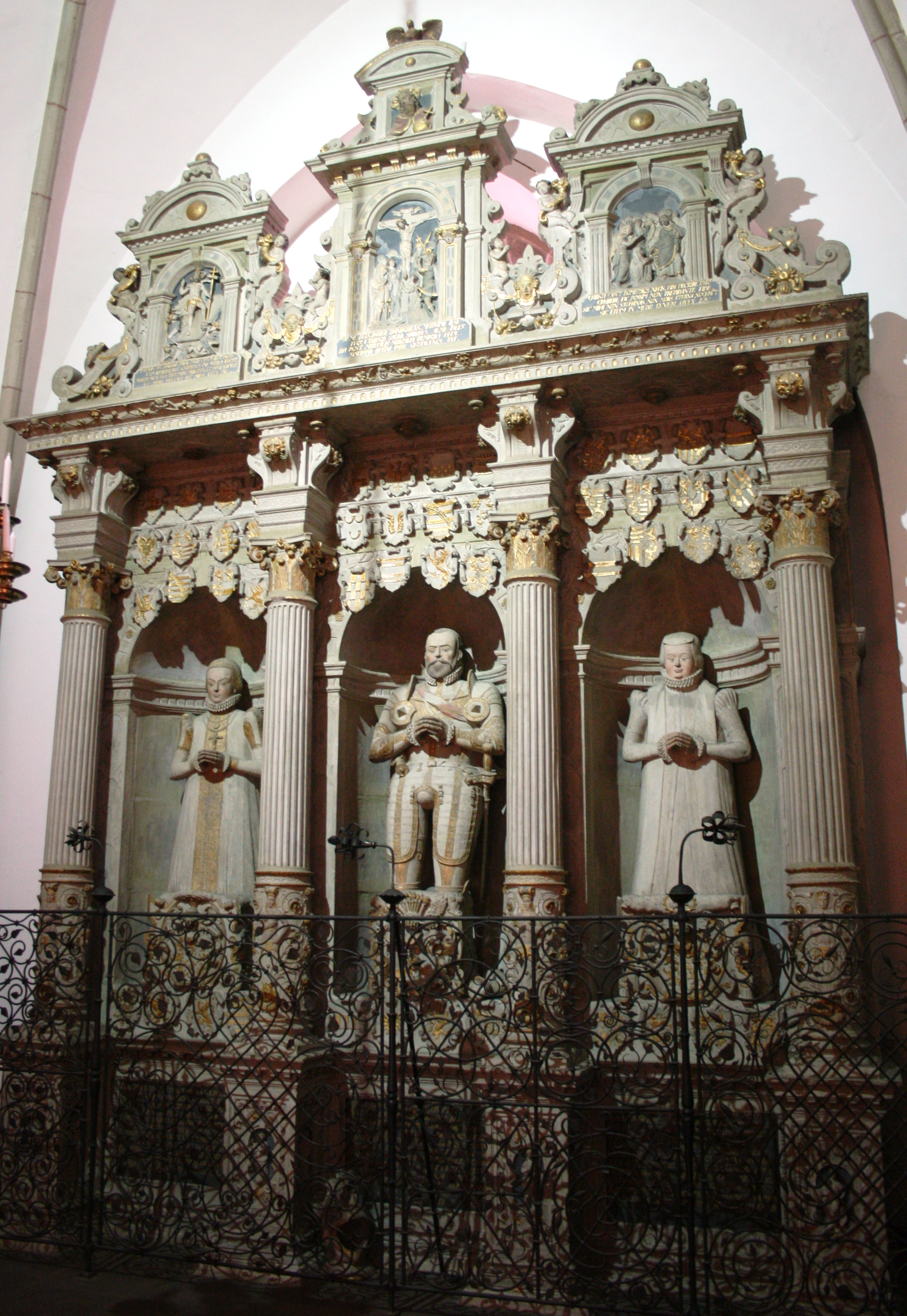
Monument funéraire de Otto IV et ses deux épouses dans l'Église St. Martini à Stadthagen.

Il épouse en premières noces le 16 juin 1544, Marie de Poméranie (° 1527 - † 19 février 1554), fille de  Barnim IX, duc de Poméranie-Stettin. Dont quatre fils :
- Hermann de Schaumbourg (° 31 octobre 1545 - † 5 mars 1592), Prince-évêque de Minden  (1566–1582) ;
- Otto de Schaumbourg (° 11 décembre 1546 - † 4 avril 1572), fou ;
- Adolphe XIV de Schaumbourg (° 1547 - † 1601), comte de Holstein-Schaumbourg ;
- Antoine de Schaumbourg (° 1549 - † 1599), Prince-évêque de Minden en (1587-1599).

Le 5 juin 1558 il épouse à Celle Élisabeth-Ursula (de) (° 1539 - † 3 septembre 1586), une fille de Ernest Ier de Brunswick-Lunebourg qui lui donne les enfants suivants :
- Marie de Schaumbourg (° 1559 - † 1616) ∞ 1591 le comte Jobst de Limburg Stirum (° 1560 - † 1621) ;
- Élisabeth de Schaumbourg (° 3 août 1566 - † 7 septembre 1638) ∞ Simon VI de Lippe (° 15 avril 1554 - † 17 décembre 1613) ;
- Ernest de Schaumbourg 1er Prince de Schaumbourg-Pinneberg  en 1619.